# Академія образотворчих мистецтв (Варшава)
Академія образотворчих мистецтв у Варшаві (пол. Akademia Sztuk Pięknych w Warszawie) — вищий мистецький навчальний заклад у Польщі.

## Історія
Початок свого існування веде від відділу образотворчих мистецтв, створеного при Варшавському університеті 1816 року. Після розпаду університету в 1831 році, російська влада створила в 1844 році школу образотворчих мистецтв. Її учні брали активну участь у патріотичній демонстрації в часи польського повстання 1863 року, у результаті чого вона закрита в 1864 році.
У 1865 році відроджена як школа малювання. 1920 року школа перетворена в муніципальну школу декоративно-прикладного мистецтва. У 1904 році при ній заснувано Варшавську школу витончених мистецтв. Тоді серед її професорів були Конрад Кжижановський, Кароль Тихий, Фердинанд Рущиц, першим директором був Казимир Стабровський. У 1909—1920 роках школу очолював Станіслав Ленц. У 1932 році школа перетворена в академію.
Після Другої світової війни в 1945 році заклад відновив роботу, а 1950 року об'єднаний з Коледжем образотворчих мистецтв, наступником традицій муніципальної школи декоративно-прикладного мистецтва та живопису.

## Відомі випускники
- Марія Анто — польська художниця
- Марія Екіер — польська дизайнерка, ілюстраторка
- Іван Кейван
- Адольф Ришка - польський скульптор